# Adio (Ethnie)

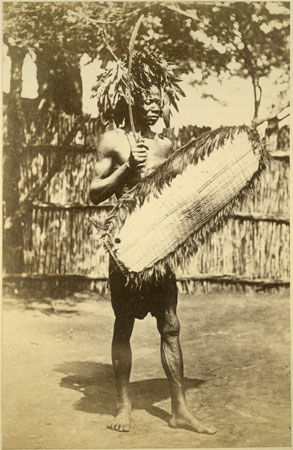
Adio-Krieger, 1879, Fotograf: Richard Buchta

Die Adio (auch Makaraka oder Iddio) sind eine Ethnie, welche hauptsächlich im heutigen Südsudan lebt.
Die Adio leben grundsätzlich in allen Gebieten, welche auch von den Azande bewohnt sind. Die Adio wurden von den Azande assimiliert und übernahmen die Azande-Sprache und Traditionen.
Eine Gruppe der Adio bewohnt den Bundesstaat Central Equatoria im Südsudan. Sie sind die am weitesten östlich lebenden Azande und weil sie isoliert von den übrigen Azande wurden, haben sie sich stark mit den umgebenden Ethnien vermischt. Unter dem Azande-König Muduba nahmen sie an einer weiteren Expansion der Azande in Richtung Osten teil. Als Muduba starb, kehrten sein Gefolge nach Westen zurück, die Adio blieben zurück. Der österreichische Afrikaforscher Richard Buchta lebte 1879 eine Zeit lang bei den Adio in der Nähe von Lado und fotografierte deren Mitglieder.